# Ký hiệu mũi tên xích Conway
Ký hiệu mũi tên xích Conway được tạo ra bởi nhà toán học John Horton Conway là một phương tiện để biểu thị một số cực kỳ lớn nhất định. Nó chỉ đơn giản là một chuỗi hữu hạn các số nguyên dương được phân tách bằng các mũi tên sang phải, ví dụ: {\displaystyle 2\to 3\to 4\to 5\to 6}.
Như với hầu hết các ký hiệu tổ hợp, định nghĩa là đệ quy. Trong trường hợp này, ký hiệu cuối cùng được giải quyết là số ngoài cùng bên trái được nâng lên thành một số lũy thừa (thường là rất lớn) số nguyên.